# Cyrtocarenum cunicularium
Espèce
Synonymes
- Mygale cunicularia Olivier, 1811
- Mygale ariana Walckenaer, 1837
- Mygale ionica Saunders, 1842
- Cyrtocephalus lapidarius Lucas, 1853
- Cteniza tigrina L. Koch, 1867
- Cyrtauchenius corcyraeus Thorell, 1870
- Cteniza orientalis Ausserer, 1871
- Cteniza orientalis mannii Ausserer, 1871
- Cyrtocarenum hellenum Ausserer, 1871
- Cyrtocarenum werneri Kulczynski, 1903

Cyrtocarenum cunicularium est une espèce d'araignées mygalomorphes de la famille des Ctenizidae.

## Distribution
Cette espèce  se rencontre en Grèce et en Turquie occidentale,.

## Description
La carapace du mâle décrit par Decae en 1996 mesure 7,1 mm de long sur 6,1 mm et celle de la femelle 8,3 mm de long sur 7,1 mm.

## Systématique et taxinomie
Cette espèce a été décrite sous le protonyme Mygale cunicularia par Olivier en 1811. Elle est placée dans le genre Cyrtocarenum par Simon en 1885.
Cteniza tigrina a été placée en synonymie par Hadjissarantos en 1940.
Mygale ionica,Cyrtocephalus lapidarius,Cteniza orientalis mannii,Cyrtocarenum hellenum et Cyrtocarenum werneri ont été placées en synonymie par Decae en 1996.

## Publication originale
- Olivier, 1811 : « Mygale, Oxyope. » Encyclopédie méthodique, Histoire naturelle, Insectes, Paris, vol. 8, p. 83-87 (texte intégral).